# 用賀站
用賀站（日语：／ Yōga eki */?）位於日本東京都世田谷區用賀二丁目，是東急電鐵田園都市線的鐵路車站。車站編號是DT06。

## 歷史

### 東急玉川線、用賀停留所時代
新玉川線（現田園都市線）開通以前，現在上行月台前端附近曾有東急玉川線（玉電）的用賀停留所。月台為相對式月台2面配置。上行月台設有站房與檢票窗口，上下月台之間有站內平交道。車站南方的橫渡線可供列車折返澀谷。上行月台南端還有通往新玉川線車輛基地預定地的側線。新玉川線動工典禮也在該預定地舉行，但之後新玉川線的直通路線從營團地下鐵（現東京地下鐵）銀座線改為半藏門線，使得預定地面積不足，之後改建為世田谷商業廣場。

### 年表
- 1907年（明治40年）4月1日 - 玉川電氣鐵道（之後的東急玉川線）用賀停留所開業。
- 1969年（昭和44年）5月10日 - 玉川線與用賀停留所廢止。
- 1977年（昭和52年）
  - 4月7日 - 新玉川線車站開業[1]。
  - 11月16日 - 午間時段開始運行田園都市線直通快速列車。
- 1978年（昭和53年）8月1日 - 半藏門線通車，開始與半藏門線直通運轉。
- 1979年（昭和54年）8月12日 - 全天所有列車開始與田園都市線直通運轉。
- 1993年（平成5年） - 世田谷商業廣場竣工兼北口改良。設置電梯與電扶梯。整備巴士圓環。
- 1994年（平成6年）1月17日 - 用賀中町通 - 用賀站間的東京都道427號（舊玉電專用軌道）（日语：東京都道427号瀬田貫井線）通車，經用賀中町通的巴士開始停靠用賀站巴士總站，同時用賀附近的巴士路線重整。
- 2000年（平成12年）8月6日 - 路線統一定名為田園都市線。
- 2001年（平成13年）
  - 3月 - 下行月台電梯啟用。
  - 10月 - 上行月台電梯啟用[3]。
- 2006年（平成18年）
  - 6月22日 - 東京地下鐵8000系電車使用的上行急行電車通過用賀站時，10輛編組車輛中有4輛車体與月台接觸，導致列車及月台損壞。
  - 6月26日 - 東急將本站月台的通過速度從時速75公里下調至時速50公里。
- 2007年（平成19年）4月5日 - 梶谷站發生的月台與電車接觸事故完成處置，取消從去年開始的用賀站車速限制[4]。
- 2009年（平成21年）10月1日 - 組織重整，本站從三軒茶屋管內改為二子玉川管內。
- 2018年（平成30年）3月11日 - 啟用月台門。

## 結構
本站是位於東京都道427號瀨田貫井線地下的側式月台2面2線地下車站。如同地面道路形狀，可見月台呈現往下行方向左彎。上行月台澀谷方向、二子玉川方向與下行月台二子玉川方向各自設有緊急出口，澀谷方向緊急出口直通地面，二子玉川方向緊急出口通往南口的地下通道。
月台層有電梯至剪票口層，剪票口層至地面設有電梯與電扶梯。付費區內設有列車資訊顯示器。定期券可從專用的自動售票機購入。
二子玉川站方向有緊急用橫渡線，當二子玉川周邊舉行世田谷區與川崎市的花火大會時，可供長津田方向發車的臨時列車折返（但載客服務止於二子玉川）。另外2005年7月23日千葉縣西北部發生地震時，澀谷站無法直通東京地下鐵半藏門線，因此往二子玉川的電車也利用此橫渡線折返。除了事故與天氣影響外，深夜的試驗列車也會利用此橫渡線轉線。
廁所位於檢票口外正面，附設多功能廁所。
車站代表色為「水色」，月台牆壁也使用水色線條點綴。但實際上使用的顏色比日本工業規格（JIS規格）制定的JIS慣用色名「水色」 (■) 還要偏向藍色。月台牆壁的水色線條，越接近樓梯越粗，越遠離樓梯則越細，變成以白色磁磚為主。這是除了澀谷以外的所有原新玉川線地下車站的共通設計（各站顏色不同），可方便旅客分辨樓梯位置。
本站有北口、東口、南口三個出入口，北口通往世田谷商業廣場與用賀站巴士總站，東口通往用賀商店街，南口通往平成大樓用賀。車站與世田谷商業廣場地下樓層直通。
上行月台的緊急地面出口大略在舊玉川線用賀站站房的位置，地域團體在一旁設有玉電用賀站跡石標。
2013年底（官方正式日期為2014年1月1日），本站站名標加上副站名「世田谷商業廣場前」。

### 月台配置
| 月台 | 路線       | 方向 | 目的地                                    |
| ---- | ---------- | ---- | ----------------------------------------- |
| 1    | 田園都市線 | 下行 | 二子玉川、長津田、中央林間方向            |
| 2    | 田園都市線 | 上行 | 澀谷、半藏門線 押上、 伊勢崎線 春日部方向 |

（來源：東急電鐵:車站構內圖 （页面存档备份，存于））

## 使用情況
- 東急電鐵 - 2016年度1日平均上下車人次為64,114人[利用客数 1]。
1995年度以前使用人數維持成長。1996年度至2003年度逐漸下降，2004年度起再次恢復成長。

近年1日平均上下車人次與上車人次如下表。
| 年度               | 1日平均 上下車人次 | 1日平均 上車人次 | 來源              |
| ------------------ | ------------------ | ---------------- | ----------------- |
| 1977年（昭和52年） | 21,141             | 10,707           | [ 東京都統計 1 ]  |
| 1978年（昭和53年） | 24,170             | 12,738           | [ 東京都統計 2 ]  |
| 1979年（昭和54年） | 27,535             | 14,468           | [ 東京都統計 3 ]  |
| 1980年（昭和55年） | 29,423             | 15,450           | [ 東京都統計 4 ]  |
| 1981年（昭和56年） | 31,312             | 16,274           | [ 東京都統計 5 ]  |
| 1982年（昭和57年） | 32,696             | 17,007           | [ 東京都統計 6 ]  |
| 1983年（昭和58年） | 34,082             | 17,899           | [ 東京都統計 7 ]  |
| 1984年（昭和59年） | 36,234             | 19,218           | [ 東京都統計 8 ]  |
| 1985年（昭和60年） | 37,919             | 20,382           | [ 東京都統計 9 ]  |
| 1986年（昭和61年） | 41,222             | 21,683           | [ 東京都統計 10 ] |
| 1987年（昭和62年） | 35,899             | 22,191           | [ 東京都統計 11 ] |
| 1988年（昭和63年） | 45,074             | 23,447           | [ 東京都統計 12 ] |
| 1989年（平成元年） | 46,374             | 24,342           | [ 東京都統計 13 ] |
| 1990年（平成02年） | 47,116             | 25,417           | [ 東京都統計 14 ] |
| 1991年（平成03年） | 50,563             | 26,272           | [ 東京都統計 15 ] |
| 1992年（平成04年） | 51,820             | 26,820           | [ 東京都統計 16 ] |
| 1993年（平成05年） | 51,548             | 27,954           | [ 東京都統計 17 ] |
| 1994年（平成06年） | 57,129             | 30,680           | [ 東京都統計 18 ] |
| 1995年（平成07年） | 60,615             | 31,462           | [ 東京都統計 19 ] |
| 1996年（平成08年） | 59,332             | 31,724           | [ 東京都統計 20 ] |
| 1997年（平成09年） | 59,087             | 31,488           | [ 東京都統計 21 ] |
| 1998年（平成10年） | 56,905             | 30,405           | [ 東京都統計 22 ] |
| 1999年（平成11年） | 55,494             | 29,730           | [ 東京都統計 23 ] |
| 2000年（平成12年） | 54,979             | 29,254           | [ 東京都統計 24 ] |
| 2001年（平成13年） | 54,348             | 28,419           | [ 東京都統計 25 ] |
| 2002年（平成14年） | 54,215             | 28,214           | [ 東京都統計 26 ] |
| 2003年（平成15年） | 54,061             | 28,010           | [ 東京都統計 27 ] |
| 2004年（平成16年） | 55,418             | 28,357           | [ 東京都統計 28 ] |
| 2005年（平成17年） | 56,330             | 28,695           | [ 東京都統計 29 ] |
| 2006年（平成18年） | 57,790             | 29,399           | [ 東京都統計 30 ] |
| 2007年（平成19年） | 60,264             | 30,736           | [ 東京都統計 31 ] |
| 2008年（平成20年） | 60,661             | 30,747           | [ 東京都統計 32 ] |
| 2009年（平成21年） | 60,897             | 30,791           | [ 東京都統計 33 ] |
| 2010年（平成22年） | 61,072             | 30,840           | [ 東京都統計 34 ] |
| 2011年（平成23年） | 60,732             | 30,678           | [ 東京都統計 35 ] |
| 2012年（平成24年） | 61,750             | 31,151           | [ 東京都統計 36 ] |
| 2013年（平成25年） | 61,099             | 30,765           | [ 東京都統計 37 ] |
| 2014年（平成26年） | 61,348             | 30,856           | [ 東京都統計 38 ] |
| 2015年（平成27年） | 63,204             | 31,792           | [ 東京都統計 39 ] |
| 2016年（平成28年） | 64,114             |                  |                   |

備考
1. ↑  1977年4月7日開業。

## 車站周邊
- 世田谷商業廣場（日语：世田谷ビジネススクエア）
  - 用賀站前郵局
  - 東急Community（日语：東急コミュニティー）本社
  - 日本開拓重工本社
  - 日本卡駱馳本社
- FM世田谷（日语：エフエム世田谷）
- 首都高速3號澀谷線用賀出入口
- 東名高速道路東京交流道
- 玉川通（國道246號）
- 環八通（日语：東京都道311号環状八号線）
- 東京都道427號瀨田貫井線（日语：東京都道427号瀬田貫井線）
- 砧公園
  - 世田谷美術館
- 世田谷區役所（日语：世田谷区役所）用賀出差所
- JRA馬事公苑
- 世田谷區玉川台區民中新
  - 世田谷區玉川台兒童館
  - 世田谷區玉川台圖書館
- 用賀自行車等停車場 - 區營收費停車場
- 玉川警察署（日语：玉川警察署）用賀派出所
- 東京消防廳第三消防方面本部（日语：東京消防庁第三消防方面本部）玉川消防署用賀出差所
- 世田谷用賀郵局
- 世田谷瀨郵局
- 駒澤大學高等學校（日语：駒澤大学高等学校）
- 三田國際學園中學校、高等學校（日语：三田国際学園中学校・高等学校）
- 都立櫻町高等學校
- 日體柔整專門學校（日语：日体柔整専門学校）
- 世田谷信用金庫（日语：世田谷信用金庫）用賀分店
- 陸上自衛隊用賀駐屯地（日语：用賀駐屯地）
  - 海上自衛隊東京音樂隊（日语：音楽隊 (海上自衛隊)）

## 巴士路線
本站周邊是世田谷區的中核據點之一，也是舊新玉川線中間5站中唯一設有巴士總站者。往上用賀、世田谷通、用賀中町通方向的巴士路線以本站為中心。
全路線由東急巴士（委託東急TRANSSÉS）運行。澀22系統的負責營業所為弦卷營業所，其他為瀨田營業所。
| 乘車處 | 系統      | 主要行經地           | 目的地       |
| ------ | --------- | -------------------- | ------------ |
| 1號    | 用21      |                      | 關東中央醫院 |
| 1號    | 用22      | 關東中央醫院         | 美術館       |
| 2號    | 用01      | 農大前               | 祖師谷大藏站 |
| 3號    | 用06 等12 | 成育醫療研究中心前   | 成城學園前站 |
| 4號    | 澀22      | 農大前、三軒茶屋     | 澀谷站       |
| 5號    | 等12      | 深澤不動前           | 等等力操車所 |
| 5號    |           | 中町五丁目           | 瀨田營業所   |
| 6號    | 惠32      | 東京醫療中心前、三谷 | 惠比壽站     |
| 7號    | 下車專用  | 下車專用             | 下車專用     |

## 站名由來
站名取自當地地名「用賀」。該地名傳聞源自與佛教、禪相關的「瑜伽」（Yoga） 。

## 其他

### 東名高速方向高速巴士轉乘
2010年5月21日起，本站開始進行六個月的東名高速巴士等東名高速道路各路線巴士上行班次經首都高速3號澀谷線用賀停車區步行至本站轉乘田園都市線上行方向的高速巴士轉乘試驗。用賀停車區設有下車專用的巴士站，民眾可在此下車步行至本站轉乘田園都市線往澀谷方向，縮短往東京都心方向的時間。該實驗中，本站至澀谷站的車費為100日圓。此實驗不包含夜行巴士。
本試驗是繼首都高速道路於2008年至2009年進行並在之後正式實施的八潮停車區→筑波快線八潮站轉乘方案的第二例。
本措施在2011年10月13日起正式實施。從本站至澀谷站的車資為現金200圓，並可進一步前往澀谷以外的東急線各站（依據里程需負擔更多車資）。

## 相鄰車站
東急電鐵
 田園都市線
■急行
通過
■準急、■各站停車
櫻新町（DT05）－用賀（DT06）－二子玉川（DT07）

## 延伸閱讀
- 宮田道一. . JTBパブリッシング. 2008-09-01. ISBN 9784533071669.

## 外部連結
- 用賀（各站資訊） - 東急電鐵（日語）